# Pedro Gómez Sarmiento de Villandrando
Pedro Gómez Sarmiento de Villandrando, španski rimskokatoliški duhovnik, škof in kardinal, * 1478, Ribadeo, † 13. oktober 1541.

## Življenjepis
4. marca 1523 je bil imenovan za škofa Tuija, 26. oktobra 1524 za škofa Badajoza, 3. julija 1525 za škofa Palencie in 8. junija 1534 za nadškofa Santiaga de Compostela.
18. oktobra 1538 je bil povzdignjen v kardinala.